# Jack Broderick
John Charles "Jack" Broderick (Cornwall, Ontário, 5 de junho de 1877 – Cornwall, Ontário, 12 de julho de 1957) foi um jogador de lacrosse canadense. Broderick fez parte da equipe canadense que conquistou a medalha de ouro nos Jogos Olímpicos de Verão de 1908 em Londres.